# Cercles sportifs du bois de Boulogne
Les cercles sportifs du bois de Boulogne comptent notamment le Tir aux pigeons de Paris (Cercle du bois de Boulogne), le Polo de Paris, le Lagardère Paris Racing et le Cercle de l'étrier de Paris.

## Tir aux pigeons de Paris (cercle du bois de Boulogne)
Le bois de Boulogne est reconfiguré sous le Second Empire pour en faire un lieu de promenade. L'hiver, des lacs spécialement aménagés permettent d'y faire du patinage. Le Cercle des patineurs est créé.
Le Cercle des patineurs étend dès 1866 les activités qu'il propose au tir. Sa concession est reprise en 1895 par la société Les Acacias puis en 1899 par la Société pour l'encouragement des tirs en France, qui est à l'origine du Cercle du bois de Boulogne.
Au début du XXe siècle, le tir aux pigeons est le sport emblématique du cercle, lui donnant son nom par métonymie. Ses adhérents participent à des compétitions internationales. Pierre de Coubertin en est membre. Le tennis s'y développe dans l'entre-deux-guerres. En 1945 est créée l'Association sportive du Cercle du bois de Boulogne, qui obtient l'agrément du ministère de l'Éducation nationale l'année suivante.
Après-guerre, le tir aux pigeons évolue pour devenir le ball-trap. L'association organise plusieurs compétitions de cette discipline (Championnat de France, Grand Prix de Paris ou encore Coupe des Nations 1962), tandis que les courts de tennis accueillent des entraînements et des épreuves de qualification pour le tournoi de Roland-Garros.
De nos jours, le « Tir aux pigeons » se veut un cercle familial multisport. Au sein d'un espace arboré, disposant d'un club-house, il propose quinze courts de tennis, divers terrains de sport et une piscine (construite en 1971),.
Le club est un haut lieu de la grande bourgeoisie parisienne. Pour en devenir membre, il faut avoir deux parrains membres et passer un processus de sélection rigoureux (le temps moyen d’attente est de huit ans). On y entre par cooptation moyennant 8 000 euros de droits d'inscription et 800 euros par an en moyenne (chiffres de 2007).
En 2006, la mairie de Paris réévalue la concession accordée au cercle et impose l'ouverture au public de cet espace du bois de Boulogne. Cependant, dès 2007 et pour une durée de 19 ans, la concession est attribuée à la Ligue de tennis de Paris, le Tir aux pigeons y restant club résidant.

## Cercle de l'étrier de Paris
Le Cercle de l'étrier de Paris est un centre équestre fondé en 1895. Il constitue alors un « haut lieu de la sociabilité masculine », à caractère « sportif et mondain ». La liste d'attente pour y être admis est particulièrement longue. La ville de Paris lui concède discrètement une concession à l'intérieur du bois de Boulogne (en 1921), les bâtiments étant cachés aux yeux des visiteurs. Le droit d'entrée y est très élevé, témoignant de la volonté des grandes familles bourgeoises et aristocrates de pouvoir se retrouver entre elles au sein d'un espace vert parisien. L'écuyer Armand Charpentier l'a fréquenté assidûment, tenant des conférences nommées « Les soirées de l'étrier ». 
Le cercle n'est pas listé dans les publications touristiques habituelles, figurant plutôt dans le Bottin mondain parmi la « liste des cercles et clubs ». Il est aujourd'hui un des clubs les plus prestigieux de France. Près de 900 membres profitent des deux sites : l'Étrier « Madrid » et l'Étrier « Dauphine », exclusivement dédiés à l'équitation.